# Battalion 1944
Battalion 1944 je multiplayerová střílečka z pohledu první osoby vyvinutá společností Bulkhead Interactive a publikována studiem Square Enix na platformy Microsoft Windows, PlayStation 4 a Xbox One.
Hra byla oznámena 3. února 2016 prostřednictvím Kickstarteru. Během 3 dnů se vybralo téměř 3,5 milionu a díky tomu se hra začala plně vyvíjet.
Hra se odehrává během druhé světové války a běží na Unreal Engine 4.

## Hratelnost
Hra je zasazena do prostředí druhé světové války. Jedná se FPS multiplayerovou hru. Na jedné straně bojují spojenci a na druhé nacisté. Hra nabízí několik map, které jsou vytvořeny podle skutečných míst, například les Bastogne.
Hra obsahuje několik modů, mezi něž patří například Deathmatch, Capture the Flag a Domination.
Battalion 1944 umožňuje hostovat vlastní dedikované servery.

## Vývoj a vydání
Hra byla oznámena kampaní na Kickstarteru 3. února 2016. V roce 2017 vývojáři odložili vydání hry na 1. února 2018, kdy hra skutečně vyšla na Steam a Humble bundle v early access. Následovalo několik updatů. Hra oficiálně vyšla 23. května 2019.

## Kritika
Ačkoli hra byla velmi očekávaná, názory byly velmi smíšené. Hráči chválili grafiku, hratelnost a návrat k základům, naopak kritizovali fungování zbraní.